# آرثر ريان
آرثر ريان (بالإنجليزية: Arthur Ryan)‏ هو مدير أيرلندي، ولد في 1 يوليو 1935 في دبلن في جمهورية أيرلندا.